# Mardomkadeh
Mardomkadeh (em persa: مردمك ده, também romanizada como Mardeh Makadeh) é uma aldeia do distrito rural de Kurka, situada no distrito central de Astaneh-ye Ashrafiyeh, na província de Gilan, no Irã. Segundo o censo de 2006, sua população era de 309, em 102 famílias.